# Neoperla bicornua
Neoperla bicornua is een steenvlieg uit de familie borstelsteenvliegen (Perlidae). De wetenschappelijke naam van de soort is voor het eerst geldig gepubliceerd in 1973 door Wu.